# (84) Clío
(84) Clío  es un asteroide perteneciente al cinturón de asteroides descubierto por Karl Theodor Robert Luther desde el observatorio de Düsseldorf-Bilk, Alemania, el 25 de agosto de 1865.
Está nombrado por Clío, la musa de la historia de la mitología griega.

## Características orbitales
Clío orbita a una distancia media del Sol de 2,362 ua, pudiendo acercarse hasta 1,803 ua. Su excentricidad es 0,2365 y la inclinación orbital 9,331° Emplea en completar una órbita alrededor del Sol 1326 días.